# Thlypopsis ornata
Thlypopsis ornata е вид птица от семейство Тангарови (Thraupidae).

## Разпространение
Видът е разпространен в Еквадор, Колумбия и Перу.